# 斯科菲尔德 (犹他州)
斯科菲尔德（英文：Scofield），是美国犹他州卡本县下属的一座城市。建市于 1879年，面积大约为0.7平方英里（1.8平方公里），海拔约为7,739英尺（2,359米）。根据2010年美国人口普查，该市有人口24人。